# Пожарский, Дмитрий Михайлович
Дми́трий Миха́йлович Пожа́рский  (1 ноября 1577 — 20 (30) апреля 1642) — князь из рода стародубских Рюриковичей, воевода, русский национальный герой, военный и политический деятель, глава Второго народного ополчения, освободившего Москву от польско-литовских оккупантов.

## Биография

### Ранние годы
Дмитрий Пожарский родился осенью  (вероятно 1 ноября) 1577 года.
В 1571 году, его отец Михаил Фёдорович Пожарский—Глухой женился на Марии (Евфросинии) Фёдоровне Беклемишевой, происходившей из древнего дворянского рода Беклемишевых. При крещении Дмитрий получил «прямое имя» Козма (Косьма) в честь Космы бессребреника. Одновременно он получил «мирское» имя — Димитрий, в честь Димитрия Солунского. В составе приданого Марии Фёдоровны было село Берсенево в Клинском уезде, где, вероятнее всего, и родился Дмитрий, так как Суздальские земли князей Пожарских, в том числе и село Мугреево (Волосынино), были конфискованы в 1565 году Иваном Грозным.
в 1584 году, после смерти Ивана Грозного семья переехала в Москву, где мать занялась воспитанием детей. 
23 августа 1587 года скончался отец Михаил Фёдорович, мать — 7 апреля 1607 года. Похоронены в Спасо-Евфимиевом монастыре в Суздале. У отца было четверо детей: старшая дочь княжна Дарья (вероятно от первого брака) и сыновья князья — Дмитрий, Юрий и Василий. Когда умер отец, Дарье было 15 лет, Дмитрию — неполных 10, Василию — 3. Юрий умер при жизни отца. Впоследствии Дарья вышла замуж за князя Никиту Хованского.
Мать оказывала Дмитрию большую помощь в течение всей своей жизни. Она сама была высокообразованной женщиной и всем детям своим дала блестящее по тому времени образование, что было тогда редким явлением. Так, после смерти отца Дмитрий, которому было неполных десять лет, отдал в поминание по отцу в Спасо-Евфимиев монастырь деревню «Три дворища», сам составив дарственную и подписав её. 
28 февраля (9 марта) 1588 года впервые упомянут Дмитрий Михайлович во ввозной грамоте, данной его матери Марии Фёдоровне и её малолетним сыновьям на поместья их покойного мужа и отца Михаила Фёдоровича в Мещовском и Серпейском уездах.

## Служба Борису Годунову
В 1593 году князь Дмитрий Михайлович поступил на дворцовую службу. В 1598 году, в начале царствования Бориса Годунова имел придворный чин — «стряпчий с платьем» и подписал Утверждённую грамоту об избрании в цари Бориса Годунова.
Вскоре он с матерью неизвестно почему попали в опалу, которая была снята в 1602 году, в результате чего Дмитрий Михайлович пожалован в стольники, а его мать стала боярыней при дочери царя — Ксении Борисовне. Под конец царствования Бориса Годунова, мать Пожарского была уже верховной боярыней при царице Марии Григорьевне, сменив на этом посту мать боярина Бориса Лыкова — Марию Лыкову.

## Служба при Лжедмитрии I
13 апреля 1605 года, умер Борис Годунов и к власти на короткое время пришёл его сын Фёдор Борисович, свергнутый 1 июля 1605 года.
К власти пришёл Лжедмитрий I, венчанный на царство 21 июля, ставленник польского короля Сигизмунда III, которому присягнула и Москва, и боярская дума. Пожарский продолжал находиться при дворе. В это время он исполнял обязанности дворецкого, бывал за столом на торжественный обедах Лжедмитрия I по случаю приезда в Москву Марины и Юрия Мнишек.
8 мая 1606 года на свадебном пиру Лжедмитрия I и Марины Мнишек сидел за столом у польских послов «за яствою».
В ночь с 16 на 17 мая 1606 года был убит Лжедмитрий I и царём стал князь Василий Иванович Шуйский, которому присягнул и князь Дмитрий Михайлович.

## Служба Василию Шуйскому
Основная статья: Смутное время
В 1606—1607 годах Пожарский участвовал в подавлении восстания Ивана Болотникова.
В 1608 году в числе других приближённых царь отрядил на борьбу с захватчиками князя Пожарского в качестве полкового воеводы. В июле-августе этого года, во время противостояния Василия Шуйского с Лжедмитрием II, отряды которого, действуя из Тушинского лагеря, стремились полностью окружить Москву и заблокировать подвоз продовольствия, Дмитрий Пожарский в упорном бою разбил один из таких отрядов во главе с Иваном Салковым на Владимирской дороге у реки Пехорки.
В 1609 году, разбитый атаман И. Салков с казаками явились в Москву, принеся повинную государю. Также отряд пана Млоцкого отступил из Коломны и был впоследствии разбит под Серпуховом. В октябре все суздальские и владимирские города и волости признали Лжедмитрия II и только Коломна, которая не позволяла полностью окружить столицу, не признала в нём царя. Жители города попросили помощи из Москвы, когда стало известно о движении отрядов Хмелевского от Каширы. Разведав что польские отряды стоят в 30 верстах от Коломны, в селе Высоком, Дмитрий Михайлович пошёл туда ночью, напал на них перед рассветом и как сказано в Новом литописце «поби их язвою великою». В этом же году происходило массовый переход в Тушинский лагерь, где служилые люди искали милости и повышения. Только Троице-Сергиев монастырь, города Коломна, Смоленск, Переяславль-Рязанский, Нижний Новгород и ряд сибирских городов остались верны Шуйскому. В самой Москве в трудную пору «московского осадного сидения» испытывался недостаток продовольствия и боеприпасов. Интервенты грабили обозы с продовольствием шедших к Москве. Смута разгоралась, жители Коломны недавно поддержавшие царя присягнули Лжедмитрию II, как своему государю. Каширяне поступили также, едва не убив своего воеводу Григория Фёдоровича Ромодановского, отказавшего от присяги. В это время в Зарайске воеводой был Пожарский, который не согласился присягать Лжедмитрию II и заперся с войском в крепости разослав гонцов в ближайшие города и волости. В результате Коломна и Кашира вновь «целовали крест» в верности Василию Шуйскому. В конце года рязанский воевода Прокопий Ляпунов уговаривал Пожарского провозгласить царём боярина Скопина-Шуйского, но князь был верен присяге Шуйскому и не поддался уговорам. В этом году за ревностную службу по защите Отечества от поляков Дмитрий Михайлович получил в вотчину из своего старого поместья (отца и деда) в Суздальском уезде, село Нижний Ландех c двадцатью деревнями, починками и пустошами. В жалованной грамоте было сказано, что он «многую службу и дородство показалъ, голодъ и во всёмъ оскуденье и всякую осадную нужду терпелъ многое время, а на воровскую прелесть и смуту ни на которую ни покусился, стоялъ въ твёрдости разума своего крепко и непоколебимо безо всякия шатости».
В апреле 1610 года, после смерти Михаила Васильевича Скопина-Шуйского, П. Ляпунов послал в Зарайск своего племянника Фёдора Ляпунова, с предложением к Пожарскому изложенной в грамоте, отомстить царю Шуйскому за смерть князя Скопина-Шуйского, считая его виновным в отравлении князя занемогшего на пиру у царского брата,Дмитрия Ивановича Шуйского, но Пожарский снова остался верен присяге и отослал грамоту Ляпунову, требуя помощи войск (по другой версии переслал грамоту царю). Вскоре Пожарскому было прислано подкрепление и Ляпунов отступил от Москвы. После Клушинского сражения 24 июня (4 июля) убедил жителей Зарайска (намеревались под влиянием посланцев из Коломны присягнуть на верность Лжедмитрию II, как государю) служить по-прежнему Шуйскому или тому, кто будет царствовать после него. 17 июля Василий Шуйский был низложен москвичами и насильно пострижен. В августе того же года Дмитрий Пожарский, возможно, вместе с многочисленными представителями Русского государства присягнул на верность королевичу Владиславу IV. В конце года во главе отряда выступил на помощь П. П. Ляпунову к г. Пронск, осаждённому запорожскими казаками во главе с И. Н. Сунбуловым, после отступления которого отбил его попытки взять Зарайск.

## Междуцарствие
Основная статья: Междуцарствие
Царь был свергнут, собрать Земский собор не представлялось возможным, тогда во главе государства встала Семибоярщина. В это время гетман Жолкевский подошёл к Москве и встал у Хорошева, а Лжедмитрий II со своей стороны встал в Коломенском. В такой ситуации Семибоярщина из страха перед Самозванцем целовала крест 17 августа 1610 года сыну Сигизмунда королевичу Владиславу, на условиях его перехода в православную веру, а затем (в ночь на 21 сентября) тайно впустила в Кремль польско-литовский гарнизон. Лжедмитрий II 11 декабря 1610 года был убит своими приближёнными, его смерть всколыхнула всю Россию и объединила народ в борьбе против Речи Посполитой.

## Первое народное ополчение
В январе 1611 года князь Пожарский, в то время зарайский воевода, не признал решения московских бояр призвать на русский трон сына Сигизмунда III, королевича Владислава. Не признали решения Семибоярщины и нижегородцы. Утвердившись крестным целованием (клятвой) с жителями Балахны, они разослали призывные грамоты в города Рязань, Кострому, Вологду, Галич и другие, прося прислать в Нижний Новгород ратников, чтобы «стати за…веру и за Московское государство заодин». Воззвания нижегородцев имели успех. Откликнулось много поволжских и сибирских городов. Одновременно с нижегородцами собиралось ополчение и в Рязани под руководством рязанского воеводы Прокопия Ляпунова. К его отряду примкнул со своими ратными людьми и зарайский воевода Д. М. Пожарский, который привёл войско из Зарайска и помог ему освободить Пронск и отправился с ним в Рязань, откуда вновь возвратился в Зарайск. Вслед за ним явились казаки Исая Сунбулова, прогнанные из Пронска в Михайлов и ночью взяли зарайский острог, располагавшийся вокруг Зарайского кремля. Пожарский вышел из Кремля с небольшим отрядом, выбил их из острога и прогнал Сунбулова, который побежал в Москву, а казаки на малорусскую окраину, в результате чего вся рязанская земля была освобождена. В феврале этого же года первое Нижегородское ополчение под руководством нижегородского воеводы князя Репнина выступило на Москву численностью около 1200 человек. К нижегородцам примкнули отряды ратников из Казани, Свияжска и Чебоксар. Под Москву нижегородское ополчение пришло в середине марта. Несколько ранее к Москве подошли отряды ополченцев из Рязани и Владимира. Жители Москвы, узнав о приходе ополченцев, стали готовиться к истреблению ненавистных им поляков и 19 (29)—20 (30) марта началось всеобщее восстание. Улицы были забаррикадированы санями с дровами, с крыш, из домов и из-за заборов в поляков стреляли. Поляки устроили резню на улицах, но в конце концов оказались осаждёнными со всех сторон. Выход был найден в поджоге Москвы, которая была сожжена практически дотла. Ополченцы поспешили на помощь москвичам. Д. М. Пожарский встретил врагов на Сретенке, отразил их и прогнал в Китай-город. На следующий день, в среду, поляки опять напали на Пожарского, устроившего опорный пункт около своего подворья на Лубянке (район нынешнего памятника Воровскому). Пожарский бился с поляками целый день, был тяжело ранен и вывезен из Москвы соратниками в Троице-Сергиев монастырь (по одной из версий Пожарский находился в Москве, как воевода Первого ополчения, по другой — прибыл, чтобы вывезти семью). Позднее он перебрался в свою родовую вотчину в Мугреево, а затем в родовое имение Юрино Нижегородского уезда. Там он продолжил своё лечение до возглавления им (октябрь 1611) 1-м воеводой Второго народного ополчения, организация которого началась в Нижнем Новгороде по инициативе земского старосты Кузьмы Минина (по некоторым данным, кандидатура Пожарского была предложена Мининым). Рассылал грамоты в города с призывом присоединиться ко Второму ополчению, отправлял военные отряды для защиты или освобождения Ярославля, Суздаля, Углича и других городов от запорожских казаков И. М. Заруцкого.
Первое ополчение первоначально одержало победу, захватив Белый город. Однако вражда между дворянами под предводительством Прокопия Ляпунова и казаками (бывшими тушинцами) под предводительством Ивана Заруцкого сыграла в его судьбе роковую роль. После убийства казаками Ляпунова, дворяне стали разбегаться, и ополчение фактически утратило боеспособность и распалось, хотя его остатки под руководством Заруцкого и князя Дмитрия Трубецкого по-прежнему стояли под Москвой. Иван Заруцкий пользуясь моментом провозгласил будущим Государём российским только что родившегося сына Марины Мнишек и Лжедмитрия — Ивана Ворёнок. В эти дни под натиском Сигизмунда пал Смоленск, Великий Новгород захватили шведы, а в Пскове объявился новый Самозванец Смутного времени — Лжедмитрий III. В государстве не было казны и войска, не было верховной власти, тяжелейший экономический и политический кризис.

## Второе народное ополчение
В 1611 году наиболее стойко и последовательно в это смутное для России время держались лишь Троице-Сергиев монастырь под руководством архимандрита Дионисия и Нижний Новгород под руководством воевод князя Репнина и Алябьева. И был ещё жив непримиримый к врагам патриарх Гермоген, заключённый поляками в темницу Чудова монастыря, где и умер 17 февраля 1612 года от голода и болезней. В июле этого года архимандрит Дионисий начали рассылать грамоты в разные города России, чтобы разбудить ненависть в сердцах граждан к иноземным захватчикам. В Нижнем Новгороде была получена грамота (25 августа) от патриарха Гермогена, где святой старец призывал нижегородцев стоять за святое дело, за православную веру. Воевода Алябьев переслал копию грамоты в Казань, казанцы — в Пермь. И неслучайно, что первыми во весь голос заговорили о сопротивлении иноземцам именно в Нижнем Новгороде. Земский староста Кузьма Минин призывал каждого нижегородского гражданина отдать часть своего имущества для снаряжения ратников, и народ, представляющий все сословия, горячо откликнулся на его призыв. При выборе военачальника ополчения нижегородцы остановились на кандидатуре Д. М. Пожарского и послали к нему делегацию во главе с наместником Вознесенского Печерского монастыря архимандритом Феодосием, сына боярского Ждана Болтина и «изо всяких чинов всяких лучших людей». Отказав первому посольству, к нему было направлено ещё несколько посольств из Нижнего Новгорода, о которых он впоследствии выскажется: «к такому делу бояре и вся земля сильно приневолили». В Нижний Новгород Пожарский прибыл (28 октября 1611).
В конце февраля — начале марта 1612 года Второе народное ополчение выступило из Нижнего Новгорода. Его путь пролегал вдоль правого берега Волги через Балахну, Тимонькино, Сицкое, Катунки, Пучеж, Юрьевец, Решму, Кинешму, Плёс, Кострому, Ярославль и Ростов Великий. По просьбе жителей Суздаля Пожарский послал в город своего родственника, стольника князя Романа Петровича Пожарского, который разбив поляков, освободил город. В конце марта — начале апреля этого года ополчение пришло в Ярославль и вынуждено было задержаться до конца июля, чтобы собрать больше войск и лучше подготовить ополченцев к московскому сражению. Перед приходом в Ярославль Дмитрий Михайлович получил известие об измене руководителей казацкого отряда, стоявшего под Москвой, князя Д. Т. Трубецкого и атамана Заруцкого, присягнувших ещё одному Самозванцу, беглому дьякону Исидору (в июне 1612 года князь Трубецкой прислал Пожарскому письмо, в котором отказался от присяги новому Самозванцу). В Ярославле же князь Пожарский чуть было не погиб от руки наёмных убийц, подосланных атаманом Заруцким. Летописец пишет, что князь Пожарский находился в съезжей избе, где было очень тесно и осматривал пушки перед отправкой в Москву. Находившийся рядом казак по имени Роман вскрикнул и повалился набок. Думая, что его сдавила толпа служилых людей, князь хотел выйти из избы, но люди бывшие там не пустили и закричали: «Тебя, князь, хотят убить». Осмотрев место, нашли окровавленный нож, и задержали казака Стеньку, который при допросе повинился и выдал всех подручных, которых тоже арестовали и разослали по различным тюрьмам и которые впоследствии свидетельствовали против Заруцкого. Впоследствии всех помиловали и как отметил Новый летописец: «А убити ни единого не дал князь Дмитрий Михайлович».
Весной этого года Дмитрий Михайлович вошёл в состав Земского правительства, грамоты которого до осени 1612 года, как правило, запечатывались личной перстневой печатью Пожарского. В ряде грамот имя Дмитрия Пожарского писалось с торжественным титулом, например: «по избранью Московского государства всяких чинов людей в нынешнее настоящее время того многочисленного войска у ратных и у земских дел стольник и воевода».
28 июля 1612 года — Второе народное ополчение выступило из Ярославля в Москву и 14 августа оно уже было у стен Троице-Сергиева монастыря.
20 августа Второе ополчение подошло к Москве.
Август — Пожарский подойдя к Москве во главе основных сил Второго ополчения, отказался от предложения Д. Т. Трубецкого расположиться в его лагере близ Крымского двора (совр. р-н ул. Крымский Вал), приказал соорудить между Арбатскими и Чертольскими воротами Белого города (сов. площади Арбатские и Пречистенские ворота) укрепления для отпора польскому гетману Я. К. Ходкевичу, приблизевшемуся к столице с обозом продовольствия для польско-литовского гарнизона.
21—24 августа (2 сентября) — состоялось ожесточённое сражение ополченцев с поляками и войсками литовского гетмана Ходкевича, пришедшего на помощь полякам по приказу польского короля Сигизмунда III. В ходе сражения Пожарский был ранен, одобрив накануне план Кузьмы Минина о внезапном ударе во фланг польско-литовского войска.
К вечеру 24 августа — поляки и войска Ходкевича были наголову разбиты, а сам Ходкевич с остатками своего войска утром 25 августа ушёл в Польшу. Но ещё два месяца продолжалась борьба ополченцев с засевшими в Москве поляками (до 22 октября/ 01 ноября по новому стилю).
В сентябре— октябре сумел достигнуть соглашения с Трубецким об объединении сил по освобождению Москвы. После взятия Китай-города ополченцами и сдачи польско-литовского гарнизона спас членов Семибоярщины и их семьи, в том числе и Романовых, от грабежа и расправы казаков.
В это время предлагал Я. Делагарди начать совместную борьбу с польско-литовскими интервентами. Сторонник избрания на русский престол герцога Сёдерманландского Карла Филиппа (младшего брата шведского короля Густава II Адольфа), при условии принятия им православия. По-видимому поддерживал его кандидатуру до избрания царём Михаила Фёдоровича.

## Служба Михаилу Фёдоровичу
По сведениям автора «Повести о Земском соборе 1613 года» Дмитрий Михайлович, являлся одним из кандидатов на русский престол.
20 февраля 1613 года он предложил Собору избрать царя из числа претендентов, имеющих царское происхождение, то есть из родственников последнего Рюриковича — Фёдора Ивановича, сына Ивана Грозного. Михаил Фёдорович приходился двоюродным племянником царю Фёдору Ивановичу и был боярского происхождения. После многочисленных обсуждений на Земском Соборе, государем русским был избран Михаил Фёдорович Романов. На этом Соборе Пожарский «за службу и очищение Москвы» получил сан боярина (минуя чин окольничего) и вотчины с поместьями в количестве 2500 четей. На грамоте Земского Собора об избрании на русский престол царём М. Ф. Романова его подпись, как боярина, идёт десятой по списку. «Местничество» в то время ещё занимало сильные позиции в русском государстве, несмотря на огромные заслуги перед Отечеством Д. М. Пожарского. 11 (21) июля при своём венчании на царство Михаил Фёдорович вновь пожаловал Пожарского саном боярина, подтвердил земельные дачи и наградил его новыми землями в Пурецкой волости Нижегородского уезда в количестве 3500 четей. Во время миропомазания государя царский венец на золотом блюде держал родной дядя царя Иван Никитич Романов, скипетр — князь Д. Т. Трубецкой, а державу — князь Пожарский. Принимая во внимание, что Дмитрий Михайлович по своему «отечеству» был ниже многих бояр, особенно знаменательно, что он занял такое выдающееся положение при венчании на царство Михаила Фёдоровича. В этом надо видеть выражение признательности юного царя и современников князю Пожарскому за то, что он во время всеобщего «шатания» твёрдо и непоколебимо стоял за правду и, поборов смуту, привёл «все царства Русского государства» к единению в борьбе за его независимость и в выборе нового русского царя.
В 1615—1616 годах Дмитрий Михайлович начинает играть ведущую роль при царском дворе, как талантливый военачальник и государственный деятель. Несмотря на победу народного ополчения и избрание царя, война в России всё ещё продолжалась. Дмитрий Михайлович направлен во главе двухтысячного отряда на борьбу с отрядом польского полковника А. И. Лисовского, который осадил город Брянск и взял Карачев.
В 1615 году в Орловском бою Пожарский выдерживает натиск «лисовчиков», преследовал отступающих до г. Перемышль, однако не смог предотвратить их дальнейшего разорительного рейда по России. На подходе к городу утратил возможность командования из-за «болезни лютой» (вероятно, приступа эпилепсии).
Весной 1616 года Пожарский производит сбор в казну пятой деньги с торговых людей, так как войны не прекращались, а казна истощилась. 9 мая, на Николин день, совершил вместе с царём паломническую поездку в Николо-Угрешский монастырь, где был приглашён к столу.
В 1617 году ведёт дипломатические переговоры с английским послом и агентом Московской компании Джоном Мериком. Пожалован наместником Коломенским. В этом году назначен головою приказа Галицкой четверти.
В 1617—1618 годах по просьбе жителей Калуги и соседних с ней городов ведёт военные действия в чине первого калужского воеводы с пришедшим в пределы Русского государства войском польского королевича Владислава.
Летом 1618 года, избавив Калугу от более чем полугодовой осады, приходит на помощь Можайску и Боровску для оказания помощи русскому войску оборонявшему Можайск, затем уходит к Серпухову для сражения с запорожскими казаками во главе с гетманом П. К. Сагайдачным. Однако в это же время Дмитрий Михайлович сильно заболел и по велению царя возвратился в Москву.
Едва оправившись от болезни, принял самое деятельное участие в защите столицы от войск польского королевича Владислава, за что царь Михаил Фёдорович наградил его новыми вотчинами и поместьями.
В 1619 году, совместно с архиепископом Рязанским и Муромским Иосифом и князем Г. К. Волконским, в Можайске встречал отпущенного из польско-литовского плена митрополита Ростовского Филарета (отца царя и будущего патриарха) и в дальнейшем пользовался его покровительством.
1619—1628 — руководит Ямским приказом. 27 сентября этого года у царского стола жалован милостивым царским словом, государевом жалованием, атласною шубою на соболях с позолоченными серебряными пуговицами, позолоченным серебряным кубком.
Член боярских комиссий, управлявших Москвой во время паломнических поездок царя Михаила Фёдоровича (1619, 1621, 1624, 1626, 1628, 1631, 1635, 1637, 1639, 1640).
В 1620—1624 — воевода в Великом Новгороде.
В 1621—1628 годах начальник Разбойного приказа.
В 1624 году во время царской поездки на богомолье в Троице-Сергиев монастырь, царь оставил Москву на попечение Ф. И. Шереметьева, и Дмитрия Михайловича.
В 1624 и 1626 годах на обеих свадьбах царя, он был в дружках царя, а жена, Прасковья Варфоломеевна, была свахой со стороны царя. Наряду с другими именитыми боярами бывал приглашён к праздничным царским и патриаршим столам и, по замечанию И. Е. Забелина, «въ этихъ приглашенияхъ передъ большими боярами онъ меньше не былъ».
В 1625 году, 7 мая было объявлено о походе государя к Николе на Угрешу. В паломническом походе принял участие и Дмитрий Михайлович, который 8 мая был приглашён к царскому столу.
В мае 1628 года, Дмитрий Михайлович вновь приглашён в паломнический царский поход в Николо-Угрешский монастырь, и его 9 мая вновь пригласили к царскому столу.
Август 1628—1630 — назначен первым воеводой в Новгород Великий с титулом наместника Суздальского.
В сентябре 1630 года назначен начальником Поместного приказа.
В апреле—мае 1632 года, накануне Смоленской войны, назначен вторым воеводой под Смоленск (находилось по Деулинскому перемирию 1618 года в составе Речи Посполитой). Русское войско было послано на осаду Смоленска. В июне этого же года из-за эпилептического приступа Дмитрий Пожарский не смог встать во главе войска наряду с Михаилом Шеиным и был заменён окольничим Артемием Измайловым. В ноябре этого же года определён главой комиссии, занимавшейся взиманием «пятой деньги» (чрезвычайный 20 % налог) для уплаты жалованья ратным людям (в 1616 году был 3-м членом подобной комиссии).
В 1633 году воевода за Яузой рекой.
В 1633—1634 годах второй воевода в Можайске. В эти года совместно с Д. М. Черкасским занимался организацией ратных людей для подкрепления войска во главе с М. Б. Шеиным, осаждавшего Смоленск.
В феврале 1634 года Дмитрий Михайлович и князь Черкасский посланы на помощь окруженному Шеину, который был вынужден принять условия капитуляции.
В 1634—1638 годах первый раз назначен начальником Московского Судного приказа.
В 1635 году дважды участвовал в переговорах с польско-литовскими послами А. Песочинским и К. Л. Сапегой. Переговоры завершились ратификацией Поляновского мира 1634 года.
В 1637 году один из организаторов работ по строительству Земляного вала и деревянных укреплений вокруг Москвы.
В апреле 1638 года, в связи с опасностью набега крымских татар и нагайцев на Русское государство, назначен первым воеводой в Переяславль Рязанский.
В 1639—1640 годах второй раз назначен начальником Московского судного приказа.
В 1639 году Дмитрий Михайлович «дневал и ночевал» при гробах царевичей Ивана и Василия.
Весной 1640 года вместе с И. П. Шереметьевым дважды участвовал в переговорах с польскими послами М. Стахорским и К. Раецким, при этом писался почётным титулом наместника Коломенского. Эти переговоры являются последними службами князя Пожарского, записанными в Разрядной книге. Дата обращения: 13 декабря 2007. Архивировано из оригинала 21 апреля 2007 года..
В середине 1630-х годов на средства Пожарского в его селе Медведево (Медведково) близ Москвы (ныне в черте города), вместо деревянной, возведена каменная шатровая церковь Покрова Пресвятой Богородицы. Возможно, по заказу Дмитрия Михайловича, изготовлен список Разрядной книги 1475—1605 годов, с которого во 2-й половине 1640-х годов — начале 1650-х годов, скорее всего, снята копия по распоряжению четвероюродного племянника — С. Р. Пожарского (известна в историографии, как «Разрядная книга Д. М. Пожарского»).
К концу своей жизни Пожарский имел без малого десять тысяч четей земельных угодий со многими сёлами, деревнями и пустошами и считался одним из самых богатых дворян Русского государства. Ему принадлежали вотчины во: Владимирском, Дмитровском, Звенигородском, Клинском, Коломенском, Медынском, Московском, Нижегородском, Ростовском, Суздальском, Юрьев-Польском, Деревской пятине Новгородской земли уездах.
Владел поместьями в: Ряжском, Серпейском и Суздальском уездах, а также большой усадьбой в Москве.

## Местнические дела
Опала, постигшая князей Пожарских, долго тяготела над ними: князь Фёдор Иванович Пожарский, родной дед князя, был сослан в 1564 году в Казань и долгое время оставался «на-низу», что не бывал на иных службах, отец князя Дмитрия Михайловича, совсем не встречался в разрядах, ближние родственники «захудали» и выше казанских городничих не поднимались.
Боярин Дмитрий Михайлович Пожарский, в период после Смуты, стал своеобразным «чемпионом» по количеству местнических конфликтов, причиной их являлось неразрешимость противоречия, заключавшегося в несоответствии очень высокой родовитости низкому служебному положению ближайших его предков, а высота личных его заслуг и политический авторитет не позволяли игнорировать личность князя.
Одним из первых тяжб, по которой Д. М. Пожарский счёл в конце 1602 года. «не вместным», чтобы его мать занимала должности ниже княгини Лыковой находившейся при царице Марии Григорьевне и подал царю челобитную, прося дать «счёт в отечестве», с умершим к этому времени князю Михаилу Юрьевичу Лыкову, мужу княгини Лыковой. Конфликт не был завершён, но в итоге мать Дмитрия Михайловича всё же стала верховной боярыней Московского двора. В феврале 1609 года князь Б. М. Лыков подал царю Василию Шуйскому вторую челобитную на князя Пожарского. Поэтому мнение Николая Костомарова о «захудалости» княжеского рода Пожарских неверно — по крайней мере, той ветви, к которой принадлежал Дмитрий Михайлович Пожарский, в том числе и по материнской линии.
В 1609 году состоялось местничество с князем Б. М. Лыковым, сыном князя М. Ю. Лыкова по поводу воеводских мест, и продолжилась с И. М. Меньшим-Пушкиным до 1613 года.
В 1617—1618 годах проигрывает местнический спор князю Ю. Е. Сулешеву, на основании того, что его боярский оклад в 400 рублей, меньше на 100—150 рублей, чем у Ю. Е. Сулешева. С возвращением из плена отца царя Михаила Фёдоровича — патриарха Филарета, дезавуирован местнический спор Пожарского с Б. М. Салтыковым по поводу «сказывания» боярства.
В 1618 году князь Дмитрий Михайлович выигрывает местнический спор у князя С. Ф. Волконского и Ю. И. Татищева на основании того, что местники приезжали к нему, как посыльные. За неправедное местничество Ю. И. Татищев бит кнутом и выдан головою Пожарскому.
В 1620 году Ф. Л. Бутурлин и «сказывающий боярство» Пожарскому — Г. Г. Пушкин, затеяли местнический спор с Дмитрием Михайловичем, но всем велено было «быть без мест».
В 1632 году при подготовке к осаде Смоленска В. В. Волынский местничал с Д. М. Пожарским, но спор был прекращён в связи с болезнью Пожарского.
В 1633 году местничал с князем Иваном Фёдоровичем Шаховским.
В 1634 году проходил в местническом споре Л. Г. Сумина с князем В. Г. Ромодановским, по голословному обвинению в том, что родственник В. Г. Ромодановского — Дмитрий Михайлович претендовал на царский престол, истратив на это 20 тысяч рублей.

## Могила Пожарского
В XIX—XX веках среди историков существовало мнение, что перед смертью князь Пожарский принял схиму под именем Косма, как это было принято среди княжеского сословия того времени. Однако исследование академика Михаила Погодина в середине XIX века и обретение Духовной грамоты князя в начале XXI века дают основание заключить, что схиму перед смертью он не принял.
По свидетельству известного архивиста XIX века А. Ф. Малиновского, сенатора, Управляющего Архивом Коллегии иностранных дел, Дмитрий Михайлович умер 30 (20) апреля 1642 года на 65-м году своей жизни.
В монастыре Николы Зарайского была обретена записка о дне кончины Пожарского в следующих словах:
«ЗРН, апреля К, преставися бояринъ князь Дмитрий Михайловичъ Пожарский, въ среду, вторыя недели по пасце».
В своей работе «Обозрение Москвы», которую Малиновский закончил в 1826 году, но впервые изданной в 1992 году, автор пишет, что многие думали, что Пожарский похоронен в московском Казанском соборе, первостроителем которого он был. Современные исследования показали, что его прах покоится в родовой усыпальнице в суздальском Спасо-Евфимиевом монастыре.
Род Пожарских прекратился по мужской линии в 1682 году со смертью его внука Юрия Ивановича Пожарского, умершего бездетным.
После пресечения рода Пожарских усыпальница была заброшена и сломана (1765—1766) «за ветхостью». Известный русский археолог граф Алексей Уваров в ходе раскопок (1851 год) обнаружил на этом месте кирпичные склепы и белокаменные гробницы, расположенные в три ряда, и над ними в 1885 году был сооружён мраморный мавзолей, построенный на народные средства по проекту Алексея Горностаева.
Мавзолей был разобран в годы советской власти (1933 год). Археологические исследования (лето 2008 года) показали, что гробница осталась нетронутой. Над местом погребения Дмитрия Пожарского в день его рождения (1 ноября 2008 года) установлены плита и памятный крест. В 2009 году мраморный склеп восстановлен и 4 ноября открыт президентом России Дмитрием Медведевым.
- Памятный крест, установленный 1 ноября 2008 года над могилами рода Пожарских в Спасо-Евфимиевом монастыре (Суздаль)
- Восстановленная гробница князя Пожарского в Спасо-Евфимиевом монастыре (Суздаль)

## Семья
Князь Дмитрий Пожарский был женат дважды. От первой жены Прасковьи Варфоломеевны у него было три сына и три дочери (даты указаны по с.с.):
- Пётр († 1647)[33],
- Фёдор († 27 декабря 1632)[33],
- Иван († 15 февраля 1668).
- Ксения (Аксинья[34] † 22 августа 1625) — замужем за князем Василием Семёновичем Куракиным.
- Анастасия (Настасья[34], год смерти неизвестен) — замужем за князем Иваном Петровичем Пронским.
- Елена (Алёна[34], год смерти неизвестен) — замужем за князем Иваном Фёдоровичем Лыковым, в 1637 году отец в качестве приданного дал вотчинное село Пырьевка с деревнями и пустошами в Суздальском уезде[35].

Прасковья Варфоломеевна умерла 28 августа 1635 года, и вскоре князь женился на дочери стольника Андрея Ивановича Голицына княжне Феодоре, которая пережила его на девять лет († 1651), детей не было. Вдова в 1643 году подала челобитную об оставлении за ней выслуженной вотчины мужа деревни Высокое в Московском уезде данной ей по его духовной грамоте.
Род Пожарских пресёкся по мужской линии в 1685 году со смертью князя Юрия Ивановича, внука князя Дмитрия.

## Критика
Имеются сомнения по поводу года рождения князя Дмитрия Михайловича: исполняя волю своего отца, умершего в 1587 году, князь Дмитрий Михайлович дал в Суздальский Спасо-Евфимьев монастырь свою вотчину, деревню «Три дворища», находившейся в Стародубе Ряполовском и если верить родословным, то ему на этот год было девять лет, а между тем грамота на вотчину написана от его имени, а не от имени его матери при малолетнем сыне, также грамота и старинная купчая о передаче вотчины монастырю, подписаны им собственноручно, что для того времени абсурд.
В источниках сказано, что раненый в 1611 году князь Пожарский был в своей вотчине Суздальского уезда, но в какой историки предполагают различно. Михаил Погодин, Иван Забелин и Сергей Платонов полагают, что он находился в своей родовой Мугреевской вотчине, по другой версии историки считают местом пребывания Пурешскую волость или село Нижний Ландех, хотя это мнение оспаривается тем, что Пурешская волость была дана Пожарскому позднее, когда Сигизмунд 17 августа 1611 года передал данную волость Григорию Орлову, который в челобитной указывал: «за измену князя Дмитрия Пожарского, который отъехал в воровские полки и ранен, сражаясь с королевскими войсками». По предложению Гансевского данная волость была закреплена за Орловым и естественно князь Пожарский не мог там жить в там в сентябре-октябре, после того как перестал быть владельцем.

## Память
Доколе название России, спасённой Князем Пожарским, пребудет на Земном шаре знаемо, до тех пор и он послужит примером геройства, правоты и бескорыстной любви к Отечеству.
— А. Ф. Малиновский, 1817 год
- Памятник Минину и Пожарскому в Москве (Иван Мартос, 1818).
- Бюст Дмитрия Пожарского в Суздале (Зато Азгур, 1955).
- Памятник Пожарскому в Пурехе (Павел Гусев, 1998)
- Памятник Пожарскому в Зарайске (Юрий Иванов, 2004).
- Памятник Минину и Пожарскому (копия московского памятника, Зураб Церетели, 2005) на площади Народного Единства в Нижнем Новгороде.
- Памятник Пожарскому в Борисоглебском (Михаил Переяславец, 2005).
- Памятник князю Дмитрию Пожарскому в селе Марчуги Воскресенского района (Европейцев В. Г., 2019).
- В Великом Новгороде на Памятнике «1000-летие России» среди 129 фигур самых выдающихся личностей в русской истории (на 1862) дважды присутствует фигура князя Пожарского.
- Стела «Клятва князя Пожарского» на территории Ярославского музея-заповедника.
- Бронепоезд «Князь Пожарский».
- Электропоезд ЭД9М-0212 «Дмитрий Пожарский»[39].
- Броненосный крейсер (первоначально броненосный фрегат) «Князь Пожарский» (1867—1911).
- Ледокол «Князь Пожарский» (1916—1920).
- Лёгкий крейсер «Дмитрий Пожарский» (1952—1987).
- Атомная подводная лодка К-555 «Князь Пожарский» (заложен 2016)[40].
- В честь Дмитрия Пожарского назван астероид (7979) Пожарский, открытый в 1978 году советским астрономом Людмилой Журавлёвой.
- улицы Пожарского в ряде городов.
- Улица Дмитрия Пожарского в Можайске.
- Памятник Минину и Пожарскому на территории Кирилло-Афанасиевского монастыря (автор — Николай Мухин, 2019)[41]

- Памятник Кузьме Минину и Дмитрию Пожарскому на Красной площади в Москве
- Памятник Минину и Пожарскому в Нижнем Новгороде
- Бюст Дмитрия Пожарского в Суздале
- Дмитрий Пожарский на памятнике «1000-летие России» в Великом Новгороде
- Он же, на фризе
- Бюст Дмитрия Пожарского на аллее Героев в Можайске

Сабли Дмитрия Пожарского и Кузьмы Минина долгое время хранились в Троице-Сергиевой лавре, а в середине XIX века были переданы в Оружейную палату (зал 4, витрина 27).

### В филателии
- Почтовые марки
- Почтовая марка СССР, 1989 год